# Chiesa della Madonna del Buon Soccorso (Nancy)
La chiesa della Madonna del Buon Soccorso di Nancy (Église de Notre-Dame-de-Bonsecours de Nancy) è un edificio religioso del XVIII secolo, opera dell'architetto Emmanuel Héré.

## Storia

### Origini
Il 5 gennaio 1477, condotti dal duca di Lorena, i Lorenesi e i loro alleati sconfissero i Borgognoni. Questa data segna la fine della 
battaglia di Nancy con la morte di Carlo il Temerario. Migliaia di soldati morti nella battaglia furono inumati in una fossa comune, vicino al torrente di Jarville. Lo stendardo di Renato II portava, durante la battaglia, l'immagine dell'Annunciazione. Nel 1484, un religioso ottenne da Renato II l'autorizzazione a costruirvi una cappella e un romitaggio. Il santuario fu chiamato dal duca Notre-Dame-de-Bonsecours e talvolta è noto come chiesa di Notre-Dame-de-la-Victoire, mentre i lorenesi la chiamavano «cappella dei Borgognoni». La cappella primitiva di Notre-Dame-de-Bonsecours era destinata a ringraziare la Vergine Maria per la vittoria di Renato II.

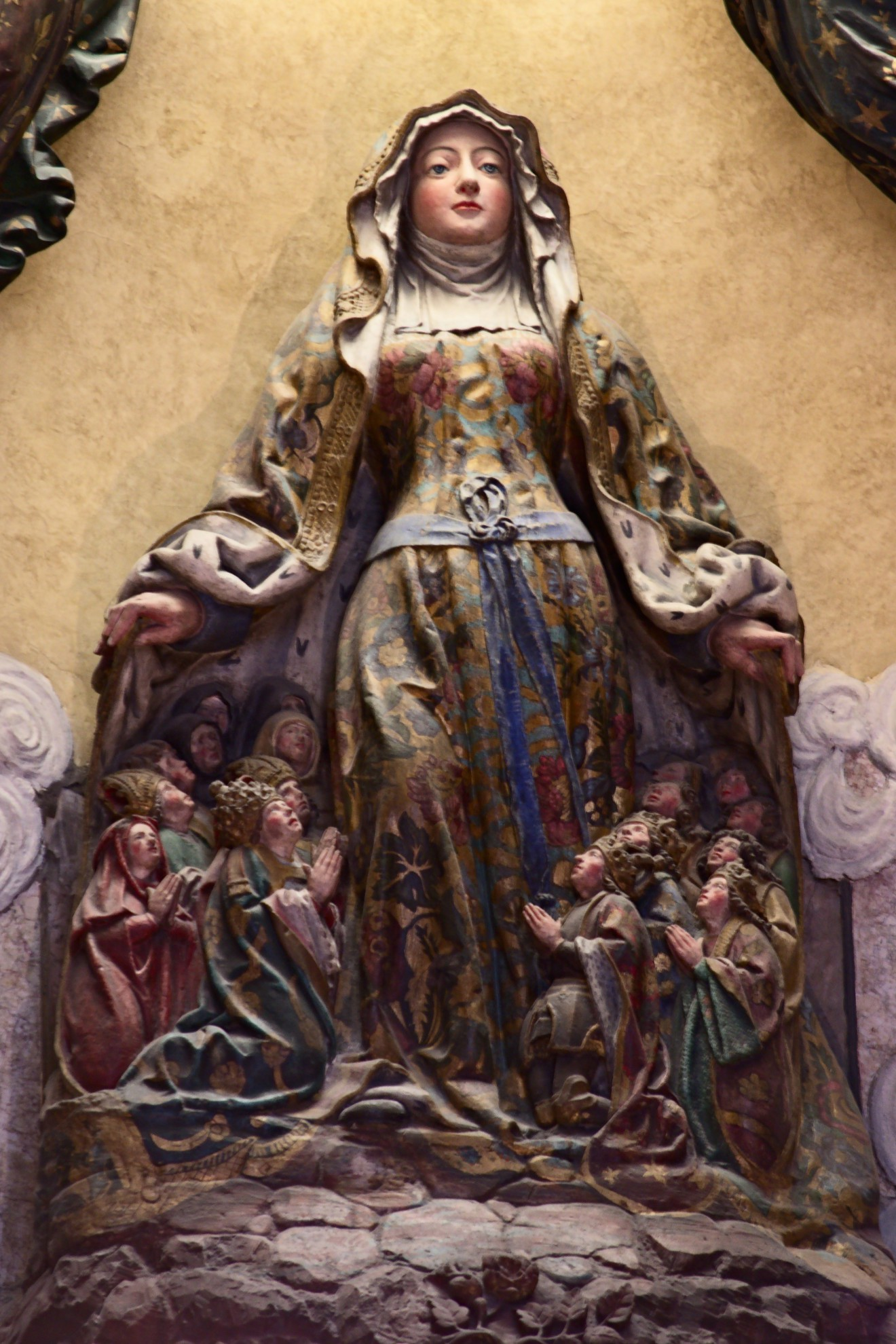
Notre-Dame de Bonsecours, di Mansuy Gauvain (1505).

La cappella ospita una statua della Vergine scolpita nel 1505 da Mansuy Gauvin, scultore ordinario del duca Renato II, che lavorava anche alla Porterie del Palazzo Ducale. La Vergine è d'una bella serenità, sotto le pieghe del suo mantello che ella apre con le sue due mani, la Vergine ospita il genere umano, simbolizzato da piccoli personaggi «di ogni condizione», inginocchiati da una parte e dall'altra. Si tratta di un bell'esempio del tipo ben noto della Vergine della Misericordia che conosceva, in Lorena, una voga rinnovata certamente grazie al successo di popolarità di questa statua. La statua della Vergine dell'antica cappella, ritrovò il suo posto nel 1741, nella nuova chiesa, al fondo dell'abside, in una vasta nicchia. Essa rappresenta un raro campione della scultura lorenese della fine del Medioevo. 
Servita dagli eremiti, e poi, a partire dal 1609, dai minimi di Nancy, la cappella divenne un noto santuario. Molto piccola, essa fu ingrandita nel 1629. I guai del XVII secolo, durante la Guerra dei trent'anni, accrebbero ancora la devozione dei Lorenesi per la Vierge de Bonsecours, nella quale essi posero la loro fede per evitare i saccheggi della guerra, la peste e la carestia.
Nel 1787 una parte del convento fu assegnato alle canonichesse dell'abbazia di Bouxières-aux-Dames che progettarono di costruire un nuovo monastero bloccato dallo scoppio della rivoluzione francese. Il loro celebre tesoro (o meglio ciò che si era salvato dai rivoluzionari) rimase qui conservato solo fino al 1803 quando fu trasferito nella cattedrale di Nancy.

### Ricostruzione sotto il regno di Stanislao
Oggetto dei rimaneggiamenti e degli ingrandimenti successivi, essa godette di tutte le attenzioni di Stanislao Leszczynski, nuovo duca di Lorena.
Dalla sua presa di possesso del ducato di Lorena nel 1737, Stanislao Leszczynski intraprese la demolizione e la ricostruzione di questo santuario. Molti motivi spiegano questa rapida messa in opera del cantiere in un luogo emblematico, che simboleggiava l'indipendenza della Lorena di fronte alle ambizioni straniere:
- Stanislao non poteva pretendere di essere inumato nella cappella ducale dei Cordeliers e questa realizzazione gli permetteva di ancorare il suo regno e la sua posterità al cuore della memoria dei Lorenesi;
- Il re decaduto di Polonia non restava insensibile al culto mariano legato a questa chiesa, che gli ricordava la venerazione della quale essa godeva nel suo paese d'origine;
- La localizzazione della chiesa del Buon Soccorso stava all'incrocio della Malgrange, di Nancy e della strada di Lunéville e del suo castello, residenza favorita del re, il che spiega anche la sua scelta per realizzare questo santuario.

Stanislao ordinò la costruzione del suo mausoleo a un giovane architetto, Emmanuel Héré. La prima pietra della chiesa del Buon Soccorso fu posta il 14 agosto 1738 da Scipion-Jérôme Bégon, vescovo di Toul.
Emmanuel Héré, realizzò cosi una delle sue prime opere terminata nel 1741. Limitato dallo spazio disponibile, egli diede alla facciata stretta questa forma molto slanciata. 
L'altezza è ancora accentuata da un campanile, sormontato da un tetto a bulbo, coronato da una guglia. Quattro mezze colonne, d'ordine composito, provenienti dal castello del Collegio-liceo La Malgrange, che il duca Leopoldo di Lorena aveva ordinato a Germain Boffrand e che erano rimaste inutilizzate. Le colonne sostengono una trabeazione e un attico che termina la torre. Nell'intercolunnio centrale si apre una porta al di sopra della quale è disposta una finestra, il cui cartiglio si compone delle arme di Stanislao e della divisa dei minimi. La divisa dei minimi Caritas ricorda che il santuario era stato affidato al loro Ordine. La facciata è ornata nella parte inferiore di nicchie ove sono disposte le statue di san Stanislao e di santa Caterina.

### Dopo la Rivoluzione
La chiesa soffrì molto durante la Rivoluzione. I mausolei si salvarono a motivo del loro carattere artistico e furono trasferiti nella cappella della Visitazione di Nancy trasformata in museo. Nella cripta i caveaux furono profanati, il piombo dei feretri inviato in fonderia e i corpi interrati in un angolo della cripta.
La chiesa tuttavia sfuggì alla distruzione. Nel 1806, il coro fu nuovamente restaurato poiché i lavori erano stati interrotti dalla tormenta rivoluzionaria, grazie al sostegno di M.me de Bourgogne, nata L'Hullier, vedova dell'anziano magistrato Charles-François de Bourgogne. Nel 1807, i monumenti furono installati a nuovo nel santuario e le sepolture ristabilite.
La chiesa ricevette numerose visite principesche. Il conte d'Artois (futuro sovrano Carlo X) venne il 19 marzo 1814 a consacrare la Vergine e vi ritornò nel mese di novembre dello stesso anno. Nel 1831, Luigi Filippo di Francia venne a inginocchiarsi davanti alla Vergine; l'imperatrice Eugenia vi si recò nel 1866. A più riprese, i Polacchi si raccolsero davanti ai resti del loro antico re.
Essa divenne un semplice annesso all'Église Saint-Pierre de Nancy, poi, nel 1841, la chiesa di una casa di riposo per i preti anziani della diocesi, da cui il nome di collegiale che gli viene dato comunemente.
Essa non divenne parrocchia che nel 1844, grazie all'abate Morel, che intraprese il completo restauro dell'edificio e ingrandì il coro nel 1862. Papa Pio IX, offrì nel 1865, un diadema, sormontato da una croce di Lorena, tenuta da due angeli simbolizzanti l'uno la Francia e l'altro la Lorena. In questa occasione dell'incoronazione della statua della Vergine, grandi feste consacrarono questo favore accordato da papa Pio IX.
Il santuario è divenuto indissociabile dalla storia della Polonia. Illustri personalità o semplici cittadini polacchi di passaggio si raccolgono sul cenotafio di Stanislao.
La chiesa è classificata monumento storico di Francia per decreto del 13 agosto 1906 con numerosi oggetti protetti.

## Architettura

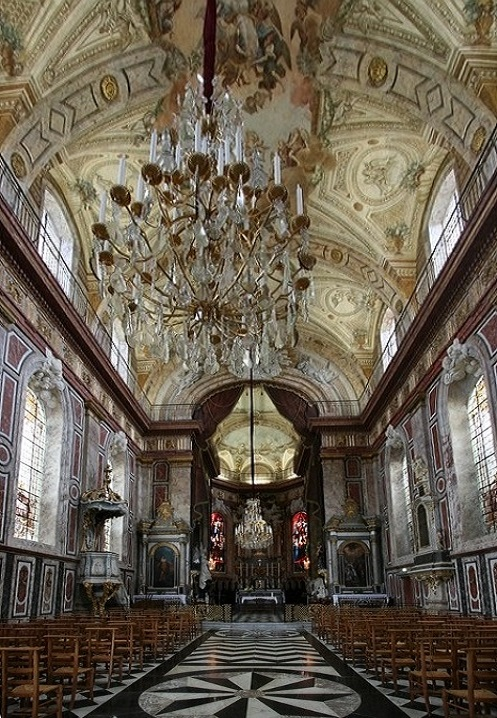
Interno della chiesa, vista verso l'altare.

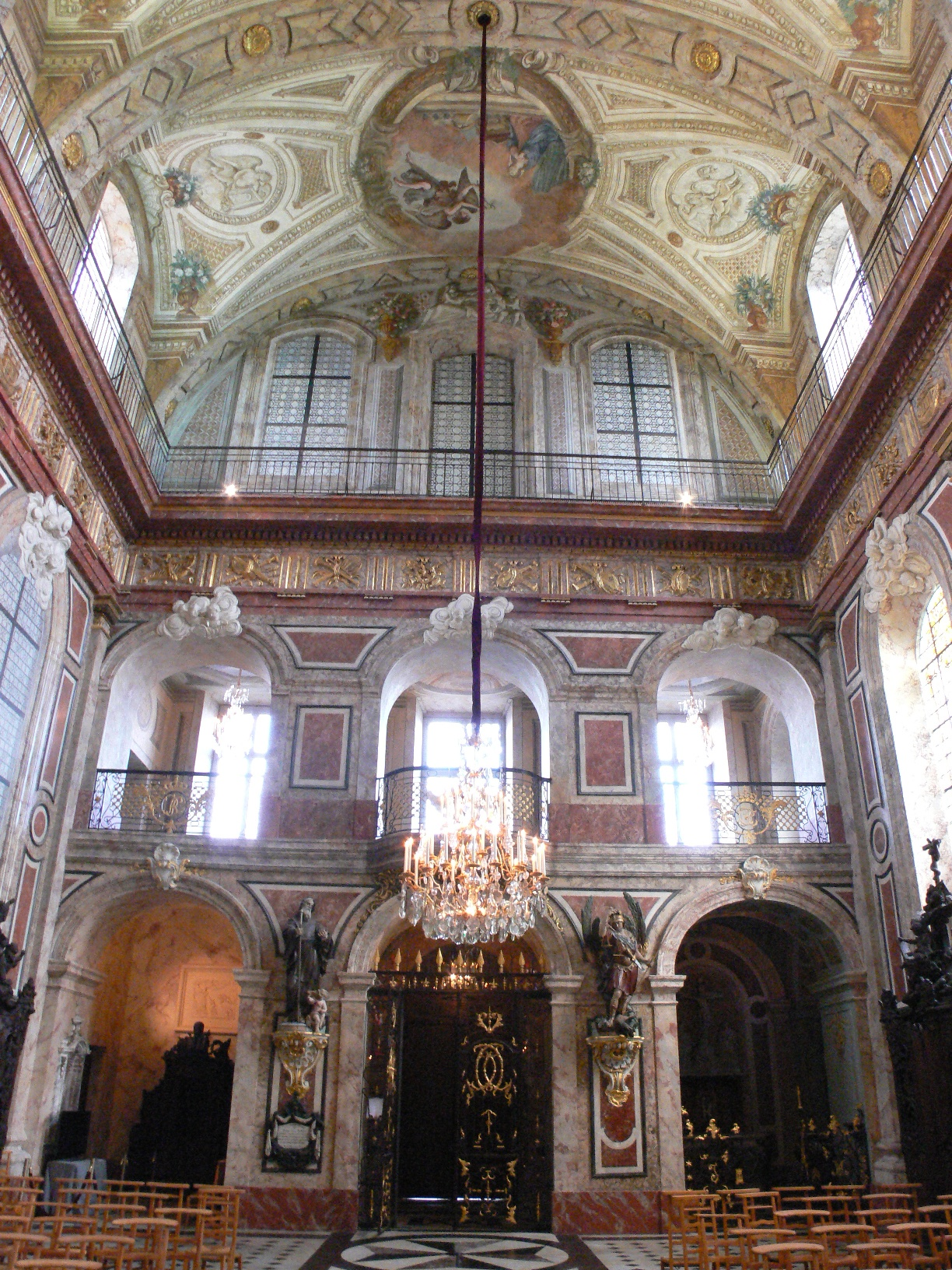
Interno della chiesa, visto verso il portale.

Stanislao sollecitò per nostalgia una chiesa con un'atmosfera polacca. La decorazione interna è carica e resta una delle rare testimonianze dello stile rococò religioso in Francia particolarmente espressivo nelle statue policrome dei santi, tra i quali molti sono particolarmente venerati in Polonia. Essi ornano i pilastri della navata sinistra (in cornu epistolae): san Giovanni Nepomuceno (presentato come lontano parente del re di Polonia), santa Regina, san Francesco Saverio, san Michele arcangelo; a destra (in cornu evangelii): san Francesco da Paola, sant'Antonio di Padova, san Gaetano di Thiene, San Giuseppe. Gli autori di queste statue sono sconosciuti.
La stretta navata, non è meno alta di 18 metri, "tagliata" da un'arcata ribassata dominata dalla volta. I muri sono coperti da un rivestimento di stucco colorato, dai motivi geometrici, che danno l'apparenza del marmo, e da un arco trionfale teso da false drapperie. Questa realizzazione è l'opera di Louis e Nicolas Manciaux che lavorarono a lungo nei castelli di Stanislao. Le volte sono state decorate nel 1742 dal pittore Joseph Gilles, detto «il Provenzale», gli affreschi, restaurati nel 1853 da Bourdier. Queste rappresentazioni sono consacrate nella prima campata all'Annunciazione, nella seconda e terza campata all'Assunzione e nella quarta all'Immacolata Concezione. Le lunette sono decorate di emblemi di Maria. Gli affreschi del Bonsecours testimoniano della diversità culturale dell'epoca dell'illuminismo, con influenze provenute da Francia e Italia, conformi al gusto di Stanislao.
La cattedra è molto lavorata e si tratta di un lavoro delicato. Essa si trova su un supporto fatto di quattro rami di stile Luigi XVI, che terminano con simboli degli evangelisti. Questi quattro pannelli sono ornati con bassorilievi rappresentanti il Salvatore circondato dagli apostoli e tre degli evangelisti, san Matteo, san Marco e san Giovanni. Sul dossier è rappresentata la scena del Calvario. L'abat-voix è sostenuto da due palme che s'incurvano e formano una console.
Delle belle griglie bordavano il ballatoio, ma furono asportate durante la Rivoluzione: non ne restano oggi che quelle del santuario con le cifre di Stanislao Leszczynski (SRLL) che vengono attribuite al fabbro Jean Lamour.
La doppia fila di stalli che corona il fondo dell'abside data solamente dal XIX secolo, il decoro ne è stato acquisito nel 1877. Nel 1889, due confessionali di stile Luigi XV, due atelier di Eugène Vallin e Victor Huel, sono disposti nella navata, che portano: quello di sinistra, i simboli della Giustizia (l'Antico Testamento) e quello di destra, una rappresentazione della Misericordia (il Nuovo Testamento).
Le vetrate del coro modificate nel 1872 dall'atelier del vetraio di Metz, Laurent-Charles Maréchal, rappresentano il matrimonio della Vergine e la presentazione di Gesù al Tempio. Queste vetrate furono ordinate nel 1868 da Napoleone III, su richiesta dell'imperatrice Eugenia. L'insieme è molto luminoso grazie alle sette vetrate della navata posate nel 1904. Esse sono l'opera del pittore vetraio Joseph Janin. Ogni vetrata ha un medaglione che illustra una scena della storia della chiesa del Bonsecours.
Si nota sopra l'ingresso un organo Cuvillier e delle bandiere turche. Questi emblemi furono catturati da Carlo V di Lorena alla Battaglia di San Gottardo (5 agosto 1664), da Carlo Francesco di Lorena alla battaglia di Mohács (12 agosto 1687) e dal duca Francesco I di Lorena alla battaglia di Méhadia (oggi Caraş-Severin, Romania) il 13 luglio 1738.
Nel coro, vicino al mausoleo di Stanislao, si trovava il guidone (stendardo) del reggimento delle guardie del re di Polonia, riproduzione ridotta della bandiera che gli abitanti di Danzica avevano inviato al re in ricordo del famoso assedio da essi subito nel 1734. Rubato in novembre 1969 e restituito pessimo stato, questo guidone è conservato nel Museo della Lorena.

## Le tombe

### Tomba di Caterina Opalińska

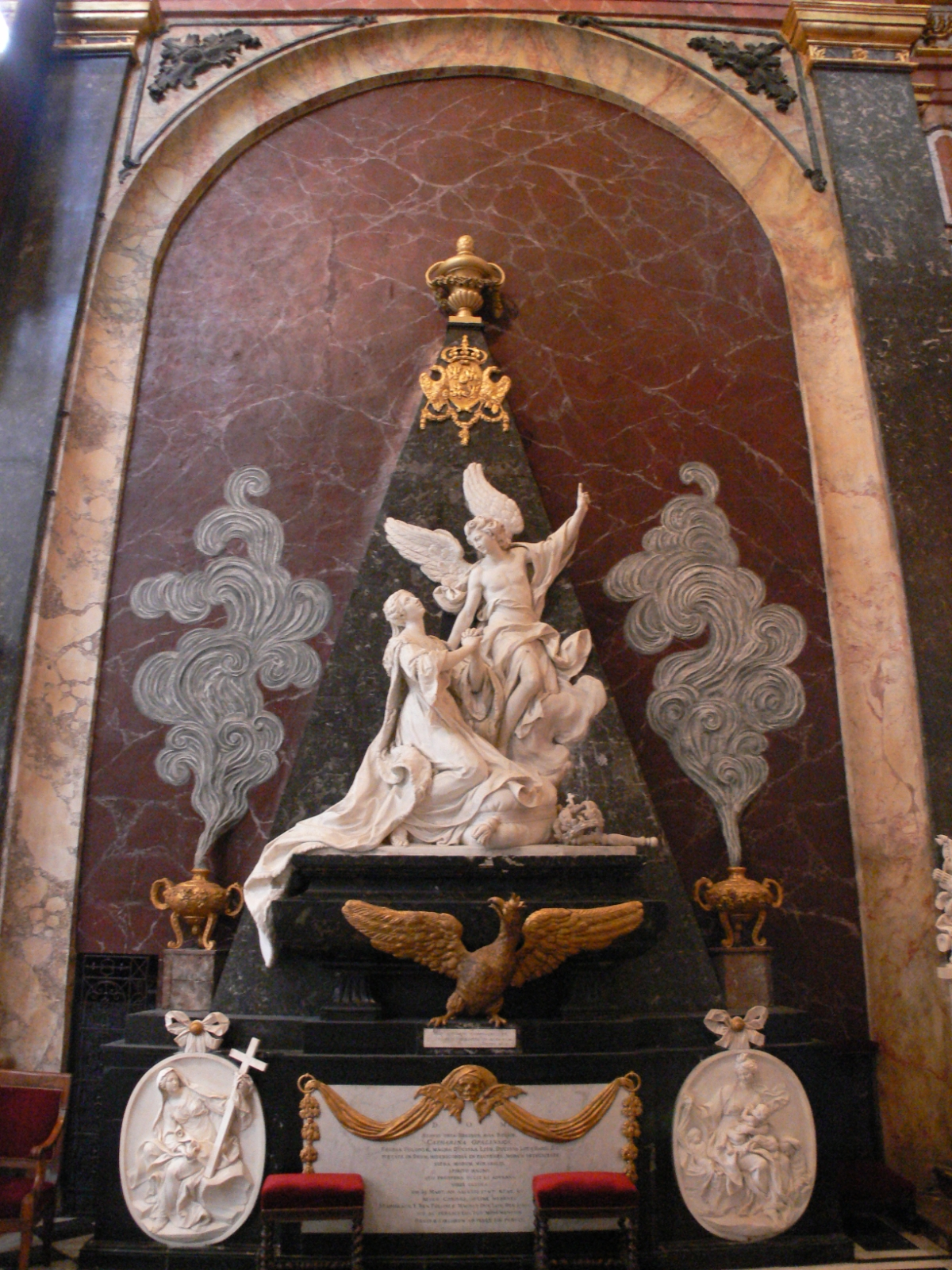
Mausoleo di Caterina Opalińska

Il primo monumento fu installato nel 1749 sul lato destro, in cornu evangelii, per la regina Caterina Opalińska che morì il 19 marzo 1747. Stanislao ordinò il mausoleo a Nicolas Sébastien Adam, che lavorava a Parigi e godeva di grande reputazione. La famiglia Adam era già ben nota a Nancy poiché egli era il figlio dello scultore di Nancy, Jacob Sigisbert Adam.

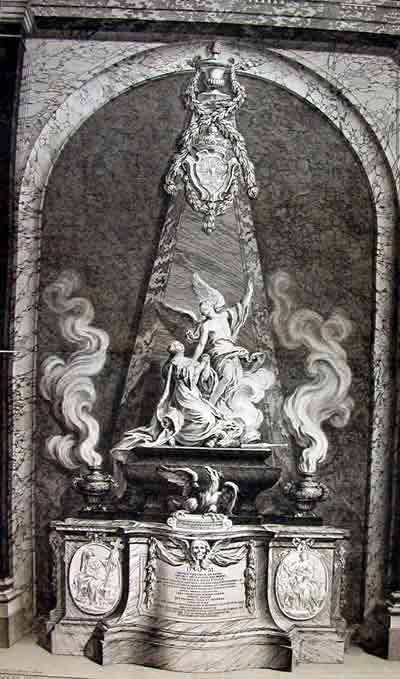
Disposizione iniziale del mausoleo di Caterina Opalinska.

Questo monumento fu installato nel 1749 ed è un'opera di grandi dimensioni. La regina è rappresentata inginocchiata sulla sua tomba, che è posta davanti a una piramide di marmo e sostenuta da uno zoccolo alto, un angelo la guida verso il cielo, i cui splendori intravisti rischiarano il suo volto. Il suo scettro e la sua corona sono poste ai suoi piedi. Un'aquila che gira la testa verso la sovrana copre la tomba con le sue ali meravigliosamente distese. Sul piedestallo si trova l'iscrizione scolpita su marmo bianco, affiancata da due bassorilievi in medaglioni della stessa materia, da un potente rilievo, di una grazia ineguagliabile, la Fede e la Carità. L'insieme è stato eseguito nella pura tradizione del barocco berniniano (attitudine teatrale, corpi sciancati e vestiario mosso) che ispirava gli artisti di quell'epoca. Su un grande pannello un testo latino ricorda alla posterità le virtù della regina, sposa del re Stanislao.

### Tomba di Massimiliano Ossolinski
Nel 1756 il monumento iniziale di François Maximilien Ossoliński fu posto nella cappella a sinistra dell'ingresso. Questo monumento fu collocato a lato di quello di Caterina Opalińska nel 1807, al primo restauro del coro. Francesco-Massimiliano Ossoliński, gran tesoriere della corona di Polonia, gran maestro della casa reale, che aveva fedelmente seguito Stanislao, suo cugino, approfittò del soggiorno a Nancy di Nicolas Sébastien Adam nel 1749 per ordinargli la propria tomba. La scultura lo rappresenta in marmo bianco nel suo grande mantello di cavaliere del Santo Spirito, con una coppia di angioletti che vegliano le arme del duca (l'ascia d'argento).

### Tomba di Stanislao Leszczynski

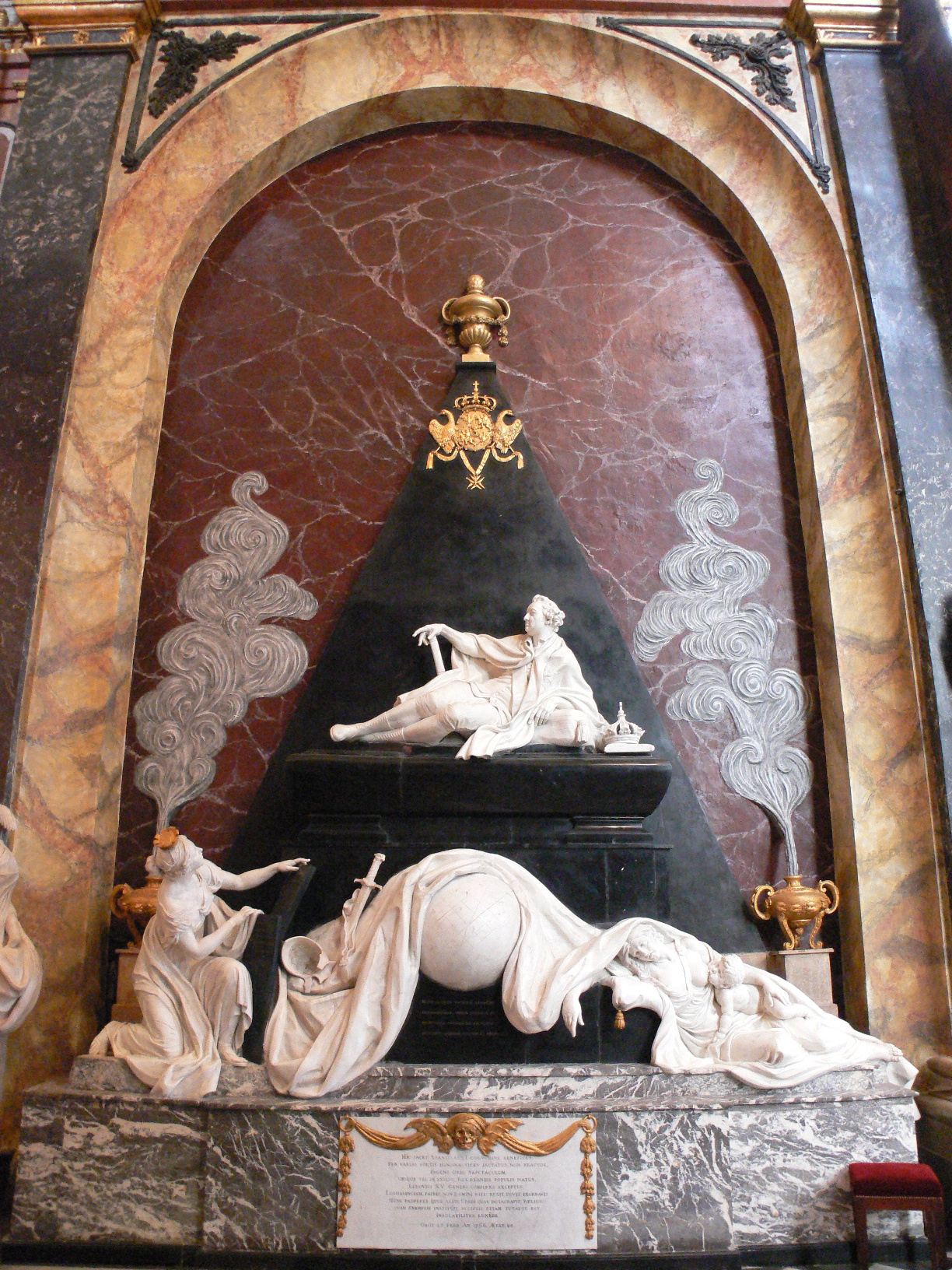
Mausoleo di Stanislao.

Stanislao morì il 23 febbraio 1766, all'età di ottantotto anni nel castello di Lunéville. Luigi XV di Francia ne ordinò il cenotafio a Claude-Louis Vassé. La tomba di Stanislao costituisce il capolavoro di Claude-Louis Vassé, artista di riconosciuto merito, ma che non ha il valore di Nicolas-Sébastien Adam. Vassé morì prima d'aver terminato la sua ordinazione e fu Félix Lecomte, uno dei suoi allievi che terminò l'opera in corso. Il monumento non fu installato che tardivamente, nel 1775. Il mausoleo di Stanislao è sistemato, in cornu epistolae, di fronte a quello di Caterina Opalinska.
Il suo ordine generale è lo stesso di quello della tomba di Caterina. Il re, vestito alla polacca, è rappresentato coricato alla maniera antica sulla sua tomba, la mano destra è appoggiata su un bastone di comando. Gli attributi della regalità sono ai suoi fianchi. Sull'ampio zoccolo che sostiene la tomba è posto il globo terrestre avviluppato per metà in un velo di lutto, simbolo del dolore universale che causa la morte del sovrano. Si segnala a destra, la Carità, che va in estasi, prostrata, e, a sinistra, la Lorena inginocchiata, girando con affetto il suo sguardo verso il sovrano, che tiene una tavoletta ove sono incise queste parole bibliche in lingua latina: 
(LA) Il suo ricordo non scompare, e il suo nome verrà citato di generazione in generazione., Non recedet memoria ejus, et nomen ejus requiretur a generatione in generationem..
In un grande pannello un testo latino rimanda alla posterità le virtù del «benefattore» re Stanislao con questo scritto che enuncia le sue azioni benefiche verso la Lorena:
Qui giace Stanislao, il ben noto, che ha ben sopportato le numerose vicissitudini della condizione umana. Egli non fu spezzato, immenso soggetto di ammirazione tanto sulle sue terre che in esilio. L'approvazione del suo popolo lo fece re, egli fu accolto e abbracciato da suo genero (Luigi XV di Francia, n.d.r.). Egli governò e abbelì la Lorena, come un padre e non come un padrone. Egli vi nutrì i poveri, vi restaurò le cose che la paura aveva danneggiato, egli incoraggiò anche le belle lettere, piangetelo, voi che siete inconsolabili.»

### Tomba di Maria Leszczynska

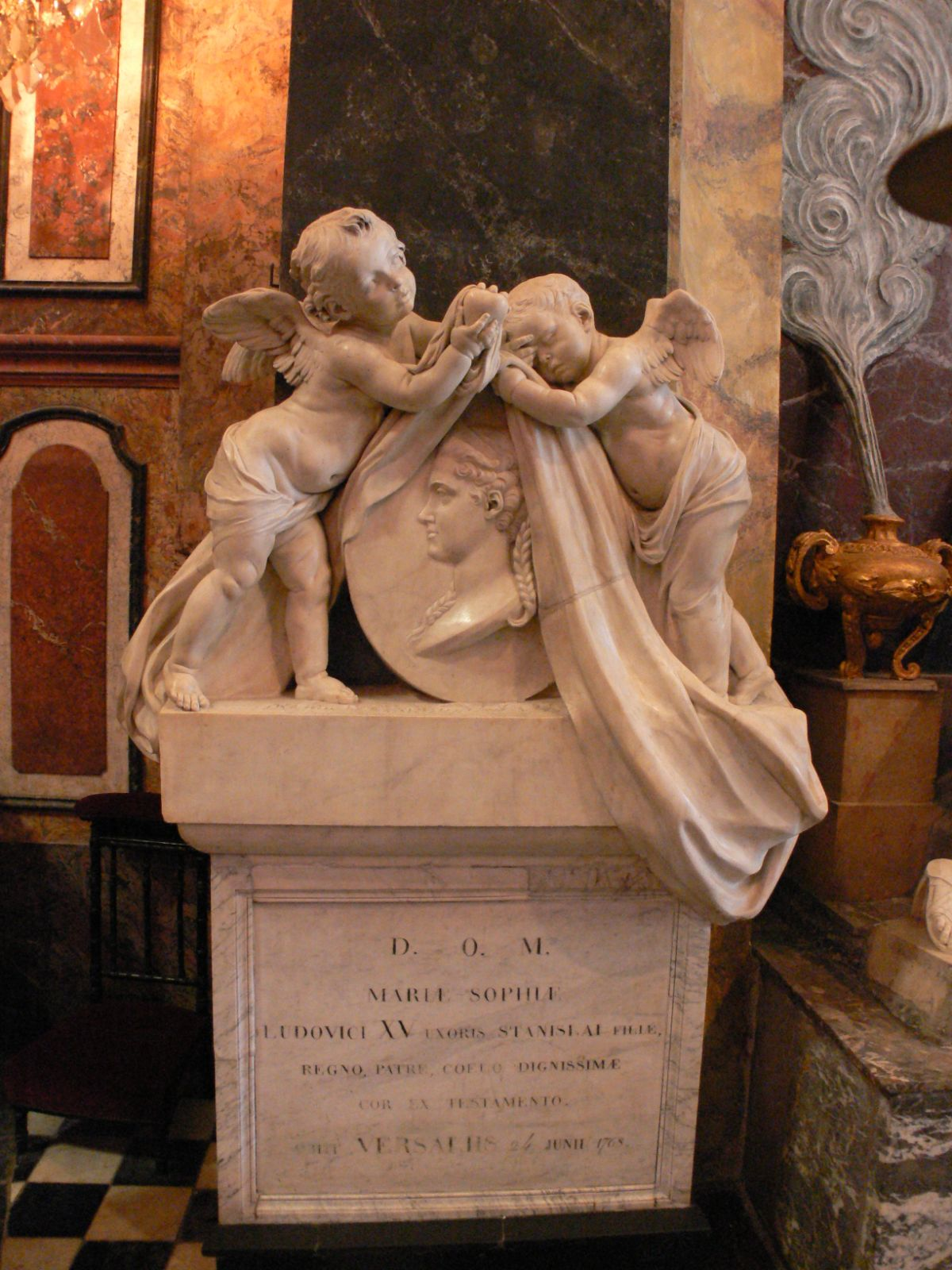
Monumento del cuore di Maria Leszczynska.

Maria Leszczynska, figlia di Stanislao e regina di Francia, per sottolineare il suo affetto a Nancy, aveva disposto che il suo cuore riposasse a Nancy.
Ella morì il 24 giugno 1768 e il suo cuore fu trasportato nel caveau il 23 settembre 1768 dello stesso anno. Su richiesta di Luigi XV il monumento fu ordinato a Claude-Louis Vassé. Il monumento di Maria Leszczynska è di piccole dimensioni, un medaglione di marmo bianco che scopre due geni in pianto, di cui uno presenta il cuore nella sua mano, dà il profilo del viso della regina:
A Dio molto buono, molto grande: Maria Sofia sposa del re Luigi XV, figlia di Stanislao (...) Versailles, 24 giugno 1768

## Grandi organi
Il buffet dello strumento è stato depositato nel 1989, era stato realizzato nel 1858 da Cuvillier con il reimpiego di un retablo della Vergine datato dal XVIII secolo. La console è stata ceduta a un privato di Lunéville. La parte strumentale è stata smontata nel 1989 dai servizi tecnici della città per liberare la finestra assiale e si trova interposta senza riguardi.
Lo strumento è dunque smontato e in rovina. Un'associazione (PHARE) si è adoperata per dotare nuovamente questa chiesa di un organo.
Su iniziativa del curato della parrocchia un organo d'occasione incompiuto di Victor Gonzalez, costruito nel 1954 e proveniente dalla chiesa di Saint Louis de Vincennes è stato acquisito dalla parrocchia e installato in modo invisibile dentro due nicchie già esistenti, dissimulate dietro i pilastri di separazione della tribuna dove si trovava il vecchio organo. Questi lavori, affidati alla manufacture vosgienne de grandes orgues (Manifattura dei Vosgi di grandi organi) di Rambervillers sono stati acquisiti con l'armonizzazione sul posto di Bernard Dargassies a fine febbraio 2014. L'organo è stato inaugurato con un concerto di Frédéric Mayeur il 30 marzo 2014.